# 太政官符
太政官符（だいじょうかんぷ/だじょうかんぷ）は、日本の律令制のもとで太政官が管轄下の諸官庁・諸国衙へ発令した正式な公文書。官符とも言う。符とは、元来官庁が自己の管轄下にある下位の官庁に出す命令文書を指し、太政官以外の官庁でもこれを出すことが出来たが、太政官は原則として他の全ての官庁に対して符が出せたこと、格のような重要な法令も太政官符の書式を用いて出されることがあったことから、極めて重みを有した。
この文書が各官庁、国衙などの政務機関に送られ、実務上の効力を発揮した。例えば、平安時代において荘園新立の承認を受けるには太政官符および民部省符が必要とされており、こうした荘園を官省符荘と呼んだ。

## 沿革
太政官符は、天皇の裁可もしくは国政の枢要を担う太政官会議（議政官会議、公卿会議とも）での決定を受けて、弁官局で文書が作成され諸司諸国へ発給されるのが律令上の原則だった。律令初期は原則どおり議政官会議における決定を受けて太政官符が発給されたと考えられているが、平安中期ごろになると、上卿（太政官筆頭）が主宰する陣定での決定をもとに太政官符が発給されるようになった。
平安後期になると、官符よりも簡易な形態の官宣旨（かんせんじ）や院政下での院宣が主流となり、官符は廃れていった。
建武の新政の後期には、後醍醐天皇は、綸旨（天皇の私的な命令文）の代わりに、太政官符を発給することもあった。1960年代の佐藤進一らの説では、後醍醐天皇は「綸旨万能主義」を好む独裁君主であるが、暗愚な政策によって綸旨の権威が失墜し、独裁制を形式上制限する太政官符を発給せざるを得なかったのであろうと唱えられ、後醍醐天皇の「敗北」と否定的に捉えられていた。しかし、2007年、甲斐玄洋は、鎌倉時代の徳政と公家法に関する20世紀末からの研究の進展を踏まえ、大内裏造営と時期が連動していることも勘案すれば、太政官符発給は朝儀復興の一環と見なすのが妥当であると指摘し、佐藤説とは逆に、公家徳政を志す後醍醐天皇の政治構想に沿ったものであると主張した。